# Orobancheae
Orobancheae, tribus volovotkovki, dio reda medićolike (Lamiales). Postoji 12 rodova rasprostranjenih po svim kontinentima.
Tipični i najrašireniji je rod volovod (Orobanche)

## Rodovi
1. Boschniakia C.A.Mey.
2. Cistanche Hoffmanns. & Link
3. Conopholis Wallr.
4. Epifagus Nutt.
5. Eremitilla Yatsk. & J.L.Contr.
6. Gleadovia Gamble & Prain
7. Kopsiopsis (Beck) Beck
8. Mannagettaea Harry Sm.
9. Orobanche L.
10. Phacellanthus Siebold & Zucc.
11. Phelypaea Tourn. ex L.
12. Xylanche Beck

## Sinonimi
- Phelypaeaceae Horaninow